# Reinickella xysticoides
Reinickella xysticoides är en spindelart som beskrevs av Friedrich Dahl 1907. 
Reinickella xysticoides ingår i släktet Reinickella och familjen krabbspindlar. Inga underarter finns listade i Catalogue of Life.